# Топольчани

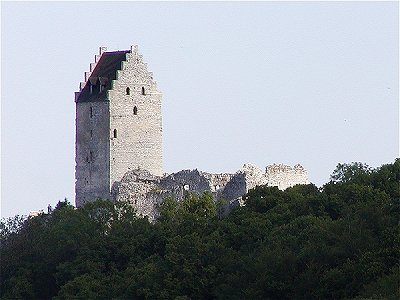
Топольчанский Град

Топольчани, То́польчаны (словац. Topoľčany) — город в западной Словакии на реке Нитра. Население, на 1 января 2023 года составляет 24 415 человек.

## История
Топольчаны были предположительно основаны в IX веке. Первое упоминание поселения Топольчаны (Tupulchan) содержится в грамоте венгерского короля Белы III (1172—1196), который в 1173 г. пожаловал это село некоему Мартину. Когда Турда, сын Мартина, умер, не оставив потомства, король Бела IV, внук Белы III, пожаловал в 1235 году Топольчаны некоему Дионисию. В грамоте палатина Микулаша от 1271 года Топольчаны впервые названы городом (Civitas). В 1291—1314 гг. могущественный феодал Матуш Чак строит в Топольчанах крепость для защиты своей Тренчинской резиденции с юга.
В 1431—1434 гг. крепость была в руках гуситов. В 1599 году город сжигают турки-османы. В начале XVII века император Рудольф II дарует Топольчанам право проведения ярмарок, что содействовало расцвету города. Однако в 1643 году турки вторично выжигают Топольчаны. В 1703 г. ущерб экономике города нанесли повстанцы-куруцы.
В 1743 г. Топольчанскую крепость фундаментально реконструировал венгерский инженер-фортификатор Карой I Зичи.
В конце XIX века город бурно развивается — строятся заводы и фабрики. В Топольчанах проживали немцы, словаки, евреи и венгры.
В конце 1918 г. город был присоединён к новообразованной Чехословакии.
В 1939 г. город вошёл в состав независимой Словакии.
1 апреля 1945 г. 1-я румынская армия выбила из Топольчан словацкие и германские контингенты. Город был возвращён в состав Чехословакии.
24 сентября 1945 г. в Топольчанах произошёл еврейский погром.
В настоящее время[когда?]

 Топольчаны — важный промышленный центр Западной Словакии. Среди прочих предприятий в городе находится пивоварня «Топвар».

## Население
| Год:                | 1994   | 2004     | 2014    | 2024    |
| ------------------- | ------ | -------- | ------- | ------- |
| Количество человек: | 32 156 | 28 728   | 26 421  | 23 985  |
| Разница:            |        | −10,66 % | −8,03 % | −9,21 % |

## Достопримечательности
- Замок Товарники
- Костёл св. Андрея